# Alain Giletti
Alain Giletti (Bourg-en-Bresse, Ain, 11 de setembro de 1939) é um ex-patinador artístico francês. Giletti conquistou uma medalha de ouro, duas de bronze em campeonatos mundiais, e cinco medalhas de ouro, quatro de prata em campeonatos europeus. Ele também competiu nos Jogos Olímpicos de Inverno de 1952, 1956 e 1960.

## Principais resultados

### Individual masculino
| Resultados                                            | Resultados      | Resultados      | Resultados       | Resultados        | Resultados      | Resultados      | Resultados      | Resultados        | Resultados       | Resultados      | Resultados      | Resultados    |
| Internacional                                         | Internacional   | Internacional   | Internacional    | Internacional     | Internacional   | Internacional   | Internacional   | Internacional     | Internacional    | Internacional   | Internacional   | Internacional |
| Evento/Temporada                                      | 1950– 1951      | 1951– 1952      | 1952– 1953       | 1953– 1954        | 1954– 1955      | 1955– 1956      | 1956– 1957      | 1957– 1958        | 1958– 1959       | 1959– 1960      | 1960– 1961      |               |
| ----------------------------------------------------- | --------------- | --------------- | ---------------- | ----------------- | --------------- | --------------- | --------------- | ----------------- | ---------------- | --------------- | --------------- | ------------- |
| Jogos Olímpicos                                       |                 | 7.º             |                  |                   |                 | 4.º             |                 |                   |                  | 4.º             |                 |               |
| Campeonato Mundial                                    |                 | 8.º             | 5.º              | Medalha de bronze | 4.º             |                 | 4.º             | Medalha de bronze | 4.º              | Medalha de ouro |                 |               |
| Campeonato Europeu                                    |                 | 4.º             | Medalha de prata | Medalha de prata  | Medalha de ouro | Medalha de ouro | Medalha de ouro | Medalha de prata  | Medalha de prata | Medalha de ouro | Medalha de ouro |               |
| Nacional                                              |                 |                 |                  |                   |                 |                 |                 |                   |                  |                 |                 |               |
| Campeonato Francês                                    | Medalha de ouro | Medalha de ouro | Medalha de ouro  | Medalha de ouro   | Medalha de ouro | Medalha de ouro | Medalha de ouro | Medalha de prata  | Medalha de ouro  | Medalha de ouro | Medalha de ouro |               |
|                                                       |                 |                 |                  |                   |                 |                 |                 |                   |                  |                 |                 |               |
| Legenda: Competição não foi disputada nesta temporada |                 |                 |                  |                   |                 |                 |                 |                   |                  |                 |                 |               |

### Duplas com Michèle Allard
| Campeonato Francês | Medalha de ouro |